# Сохачевский, Александр

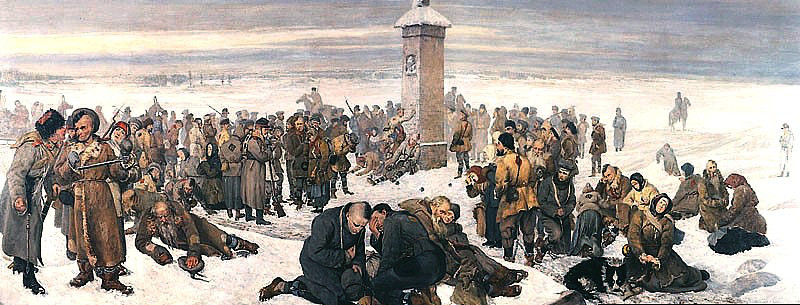
«Прощание с Европой», Александр Сохачевский

Алекса́ндр Авро́м Сохаче́вский (настоящее имя — Лейб Зондер, 3 мая 1843 — 15 июня 1923) — польский художник еврейского происхождения.

## Биография
Родился 3 мая 1843 года в гмине Илув (тогда ещё территория Российской империи) с 1860 года учится в Академии изящных искусств в Варшаве под руководством профессора Йозефа Зимлера. 
Был арестован в 1862 году по обвинению в участии в подготовке восстания (у него нашли формы для отливания пуль и подпольные публикации), заключен в крепость, после Польского восстания 1863 года был осужден на смертную казнь, заменённую на 20 лет ссылки в Сибирь.
После возвращения из ссылки в 1884 году из-за отсутствия разрешения на пребывание в Царстве Польском поселился во Львове. Положение его затем наладилось, он переехал и стал учиться искусству в Мюнхене, где создал ряд ярких документальных образов, в том числе написал очень много картин о пребывании в ссылке в Сибири после январского восстания, но самой известной стала картина «Прощание с Европой», которая была закончена в 1894 году. На ней был изображён и он (персонаж, который стоит у столба с правой стороны границы). Но ни одну из своих картин он не захотел продавать.
В 1897—1900 годах, когда он жил в Брюсселе, он начал показывать некоторые из своих картин.
С 1903 года он жил в Вене.
Когда в 1913 году он показал картины в Львовском городском совете, это вызвало там сенсацию, но продавать картины он не стал. Его коллекция картин во Львове сохранилась и пережила Первую мировую войну.
Умер 15 июня 1923 года в г. Бьедермансдорф (около Вены).
В 1941—1956 годах картина «Прощание с Европой» находилась в Киеве. В 1956 году Министерство культуры СССР направило в Польшу коллекцию работ Александра Сохачевского. В 1963 году к столетию январского восстания 1863 года коллекция выставлена в Музее X павильона в Варшавской цитадели (постоянная экспозиция).